# جامعة بيت لحم
جامعة بيت لحم جامعة كاثوليكية فلسطينية في مدينة بيت لحم، في الضفة الغربية.

## لمحة تاريخية
فتحت جامعة بيت لحم أبوابها للدارسين في الأول من تشرين الأول عام 1973 إذ التحق بها 112 طالبًا وطالبة. وكانت زيارة البابا بولس السادس للأراضي المقدسة عام 1964 قد أدت في نهاية الأمر إلى فكرة تأسيس جامعة. وتحقيقًا لرغبة البابا في مساعدة الشعب الفلسطيني، شكّل القاصد الرسولي المطران بيو لاغي عام 1972 لجنة من بعض التربويين والقيادات المحلية طالبًا منهم تقديم الاقتراحات لإنجاز مشروع ما ومتابعته، فأدت تلك المناقشات إلى فكرة تأسيس الجامعة.
وفي عام 1973 وُقّعت بروتوكولات الاتفاق بين الفاتيكان والرئيس العام لإخوة المدارس المسيحية لكي يتولوا مهام إدارة الجامعة. وفي عام 1973 ذاته أصبحت جامعة بيت لحم أول جامعة مسجلة رسميًا في فلسطين وعضوًا مؤسسًا في مجلس التعليم العالي الفلسطيني في عام 1978.
تستقبل جامعة بيت لحم الطلبة على مختلف مذاهبهم وانتماءاتهم الفكرية دون تمييز. وقد استطاعت الجامعة خلال سنوات عملها، بفضل دعم ومشاركة المجتمع المحلي والدولي، أن توفر بيئة تعليمية إبداعية مميزة. وتساهم هيئتها التدريسية والإدارية المميزة في تحقيق رسالة الجامعة وتقدمها، باستخدام المعرفة النظرية والبحث التطبيقي وتجارب الحياة العملية من خلال كلياتها المختلفة: الآداب والعلوم وإدارة الأعمال والتربية والتمريض إضافة إلى معهد إدارة الفنادق والسياحة ومعهد الشراكة المجتمعية.
تقع الجامعة في مدينة بيت لحم، في شارع الفرير على أرض مساحتها 17 ألف متر مربع، تعود ملكيتها لرهبانية دي لاسال. في تشرين الأول عام 1979 تم تشكيل مجلس أمناء محلي لها. في عام 1976 عملت عضواً مشاركاً في تأسيس مجلس التعليم العالي الذي تبنىّ مهمة التعاون والسعي لإيجاد مساعدات مالية للجامعات الفلسطينية. في ايار 1981 أصبحت عضواً في اتحاد الجامعات العربية. في جامعة بيت لحم كلية الآداب، كلية العلوم، كلية إدارة الأعمال، كلية التمريض، كلية التربية ومعهد إدارة الفنادق والسياحة.

## نشأة الجامعة والاعتراف بها
جامعة بيت لحم برعاية الكرسي الرسولي هي مؤسسة تعليمية مختلطة معتمدة، يؤمها الطلبة على اختلاف دياناتهم، هدفها توفير التعليم العالي للفلسطينيين في فلسطين.
اسمها مُدرَج في الأدلة العالمية، موسوعات التعليم العالي، الاتحاد الدولي للجامعات الكاثوليكية، سلسلة التربية العالمية للهيئة الأمريكية لمسجلي الكليات وموظفي قبول الطلبة، منشورات عالم أوروبا التعليمية واتحاد دراسات الشرق الأوسط لشمال أميركا؛ وعليه فطلابها يقبلون في الجامعات العربية والأوروبية والأمريكية.
انبثقت فكرة تأسيسها من الكرسي الرسولي عام 1972 حيث اشار رئيـس الاساقفـة بيو لاغي Pio Laghi بتشكيل لجنة مؤلفة من مديري مدارس الضفة الغربية والقدس الشرقية لدراسة إمكانية ذلك، فخلصت بإسنادها إلى اخوة دي لاسال المعروفين «باخوة المدارس المسيحية».
هؤلاء الأخوة هم جماعة رهبانية، عالمية الانتشار، يربو عدد اعضائها على سبعة الآف راهب، رسالتهم تعليمية، تشمل كافة المراحل في المدارس والجامعات، موزعة على أكثر من ثمانين دولة، في القارات كلها، وقد خدموا في الشرق الأوسط منذ نيف ومائة عام، باعهم في العلم طويل، وأسلوبهم التربوي متطوّر مميّز وأصيل.
تأسست جامعة بيت لحم بتاريخ 1/10/1973 في مدينة بيت لحم، في شارع الفرير على أرض مساحتها 17 ألف متر مربع، تعود ملكيتها لرهبانية دي لاسال. في تشرين الأول عام 1979 تم تشكيل مجلس أمناء محلي لها. في عام 1976 عملت عضواً مشاركاً في تأسيس مجلس التعليم العالي الذي تبنىّ مهمة التعاون والسعي لإيجاد مساعدات مالية للجامعات الفلسطينية. في ايار 1981 أصبحت عضواً في اتحاد الجامعات العربية.
في جامعة بيت لحم كلية الآداب، كلية العلوم، كلية إدارة الأعمال، كلية التمريض، كلية التربية ومعهد إدارة الفنادق والسياحة.
كانت وزارة التربية والتعليم في المملكة الأردنية الهاشمية تصدّق شهاداتها، ولما أصبحت السلطة الفلسطينية قائمة على الضفة الغربية وقطاع غزة أنيط تصديق الشهادات الجامعية لوزارة التعليم العالي فيها.
كان عدد طلاب الجامعة في سنتها الأولى 112 طالبا، وفي حزيران 1977 تخرج الفوج الأول وهم ستة وعشرون طالباً من كلية الآداب، ستة طلاب من كلية إدارة الأعمال، خمسة عشر طالباً من إدارة الفنادق والسياحة. فيما يبلغ عددهم اليوم 2100 بينهم 1800 متفرغ.
بأمر عسكري أُغلقت الجامعة من 29/10/1987-1/10/1990، أما الدراسة فلم تتوقف، إذ كانت المحاضرات تعطى للطلبة خلال تلك المدة كلها خارج الحرم الجامعي، إلى أن أُعيد فتحها في مطلع العام الدراسي 90/91. وفي 27/7/1991 احتفلت بتخريج خمسمائة وثمانية عشر طالباً بعد انقطاع دام أربع سنوات.
في تشرين الأول عام 1998 احتفلت الجامعة باليوبيل الفضي أي بمرور خمس وعشرين سنة على تأسيسها، وكان الاحتفال على صعيد تعليمي، ديني، ثقافي، ترفيهي خلال أسبوع كامل.

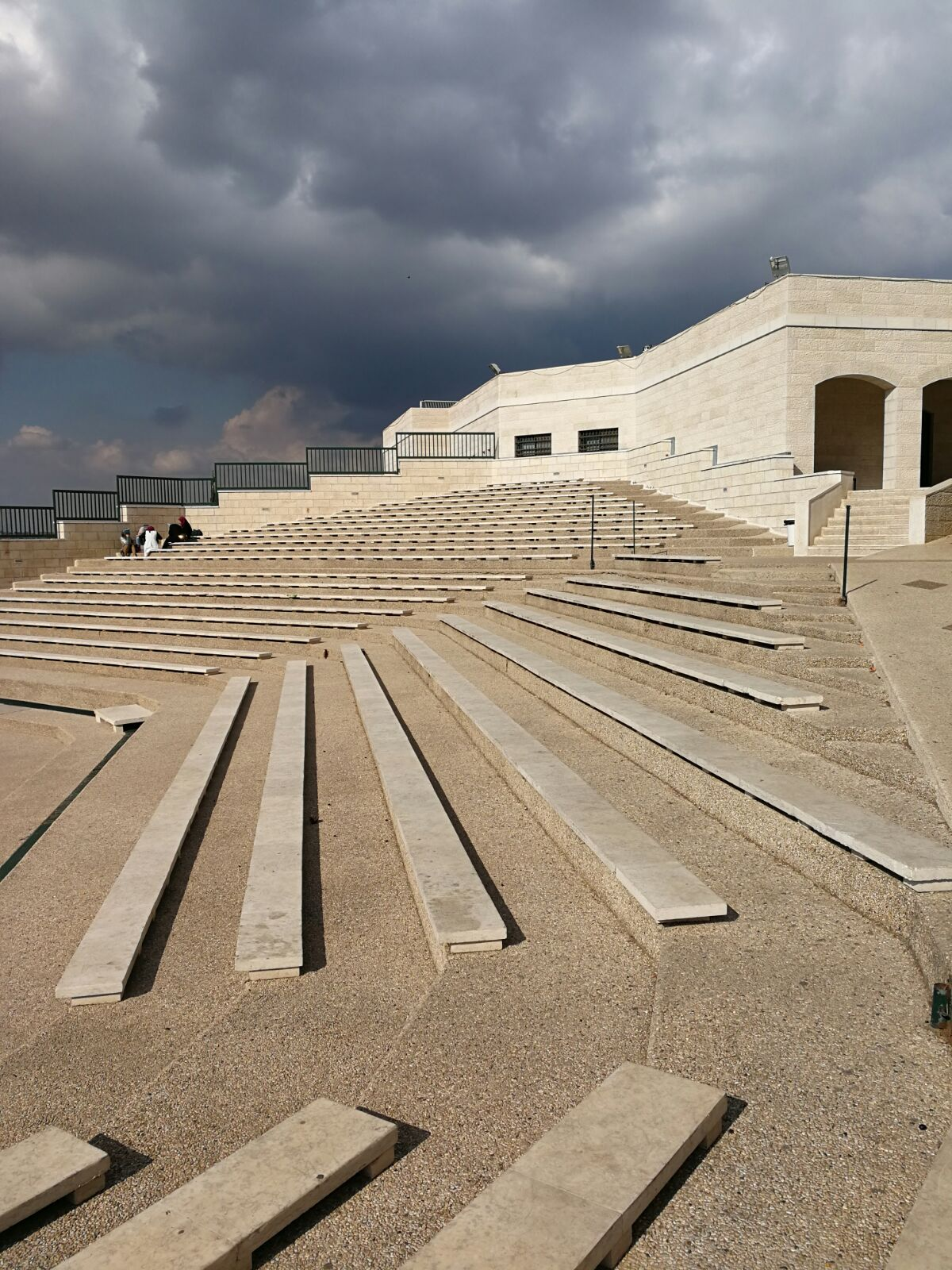
جامعة بيت لحم

## الأهداف العامة لجامعة بيت لحم
الغاية منها
إيجاد مركز للتعليم العالي لأبناء فلسطين في وطنهم فلسطين. فجامعة بيت لحم واحة خصبة للمعرفة، تحافظ عليها، وتنشرها وتعمل على الاستفادة منها، وانها تغذّي العقل بروح متفهمة ورؤية اخلاقية ومبادئ معنوية.
لجامعة بيت لحم وظائف أساسية ثلاث هي: التعليم والبحث والخدمة.
أهدافها:
1. تطوير الطالب، دعم نموه الفكري، وفتح مجال الخبرة أمامه في ظل نظام من التعليم الحرّ.
2. إعداد الطالب للعمل الوظيفي والمهني وفق حاجات الوطن وطلب سوق العمل.
3. تلبية احتياجات المجتمع الفلسطيني اجتماعياً، ثقافياً، سياسياً، اقتصادياً، بتقديم المهارات الطلابية والخبرات الكفؤة بالخدمات الصحية والاجتماعية والمصادر الطبيعية ووسائل الاتصال ولا سيما تلك المتوفرة في البلاد.
4. إتاحة الفرص للفلسطينيين: مسيحيين ومسلمين ليتلاقوا معاً ويدرسوا معاً، ويعملوا معاً، وهي بذلك تقدم مثلاً رائعاً في التعاون المشترك والدعم المتبادل في جو من التعددية.
5. إنعاش الوسط المحيط بها والأماكن المجاورة لها، وهي بالفعل نفسه تخدم المنطقة بأسرها.
6. الاهتمام بالبحوث العلمية والتطبيقية نظراً لما لهذه البحوث من أهمية في نشر المعرفة وتطوير الشعب الفلسطيني بعامة والباحث بخاصة، الأمر الذي يدفعها لدعم الباحث ضمن إمكاناتها المتوفرة.

## وصلات خارجية
- الموقع الرسمي لجامعة بيت لحم